# باسیل فون روین
باسیل فون روین (انگلیسی: Basil van Rooyen؛ زادهٔ ۱۹ آوریل ۱۹۳۹ در ژوهانسبورگ) رانندهٔ سابق مسابقات اتومبیل‌رانی فرمول یک اهل آفریقای جنوبی است که از فصل ۱۹۶۸ تا ۱۹۶۹ در مجموع در دو گراند پری شرکت کرد، اما موفق به کسب هیچ امتیازی نشد. وی در سال ۱۹۷۷ در فرمول آتلانتیک شرکت کرد.